# Allomarkgrafia insignis
Allomarkgrafia insignis är en oleanderväxtart som beskrevs av J. F. Morales. Allomarkgrafia insignis ingår i släktet Allomarkgrafia och familjen oleanderväxter. Inga underarter finns listade i Catalogue of Life.